# Пикола Казета ди Нацарет (Казерта)
Пикола Казета ди Нацарет је насеље у Италији у округу Казерта, региону Кампанија.
Према процени из 2011. у насељу је живело 25 становника. Насеље се налази на надморској висини од 19 м.